# یوریکو میزوما
یوریکو میزوما (ژاپنی: 水間 百合子؛ زادهٔ ۲۲ ژوئیهٔ ۱۹۷۰) بازیکن فوتبال اهل ژاپن و عضو تیم ملی فوتبال زنان ژاپن است که در تاریخ ۹ سپتامبر ۱۹۹۰ میلادی اولین بازی ملی‌اش را انجام داد. او در ۲۲ بازی ملی حضور داشت و آخرین بازی ملی خود را در تاریخ ۲۱ اوت ۱۹۹۴ میلادی انجام داد. یوریکو میزوما در بازی‌های ملی‌اش
۱۰ گل به ثمر رساند.